# Quechumara

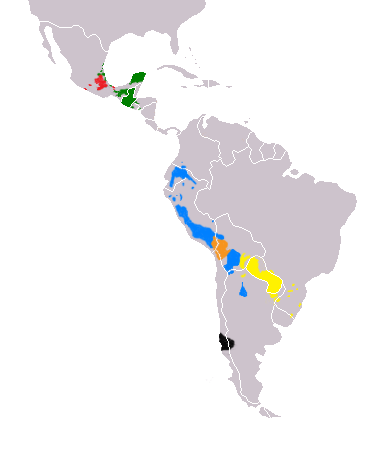
Llengües quítxues en blau i llengües aimara en taronja.

Quechumara o quechuamarán és una hipotètica macrofamília de llengües ameríndies conformada per dues famílies dels Andes Centrals: la quítxua i la aimara.
Independentment de la validesa d'aquest grup de llengües, es reconeix que en virtut del desenvolupament de les cultures andines, existeix com a resultat un contacte i convivència en el temps i l'espai, perquè presenten segles d'interacció i difusió mútua.
La validesa d'aquesta macrofamília no té consens, no obstant això, comparacions de tipus estructural morfològic, sintàctic i semàntic donen suficient solidesa a l'opinió de l'origen comú, com la més probable.
La família quechumara fou proposada per Terrence Kaufman, va ser posada en dubte per Willem Adelaar, qui pensa que les similituds són producte del préstec lingüístic, mentre que Lyle Campbell sospita que la proposta és vàlida, encara que considera que no ha estat demostrada de manera concloent.
Moulian et al. (2015) planteja la llengua puquina de la Cultura tiahuanaco com una possible font d'alguns dels vocabulari compartit entre quítxua, aimara i mapudungun.
Una anàlisi computacional automatitzada (ASJP 4) de Müller et al. (2013) també agrupa el quítxua i l’aimara. Tanmateix, atès que l'anàlisi es va generar automàticament, l'agrupació es podria deure a un préstec lèxic mutu o a l'herència genètica.

## Evidències
Es considera que els sistemes fonètics són gairebé idèntics, tret que el proto-quítxua no presenta la lateral (l) i el quítxua no té la nasal vetllar intervocàlica (ŋ).
En la reconstrucció del proto-quítxua i del proto-aimara, es troba que un 25% del lèxic és virtualment idèntic, incloent el cultural i el de naturalesa bàsica, encara que la resta és molt diferent. A més l'estructura morfològica de totes dues famílies és estrictament la mateixa.
Les diferències són també molt importants, i es troben en l'estructura de la paraula, de l'arrel i de la síl·laba.
La següent és una comparació entre algunes paraules d'ús freqüentː
| Català  | Quítxua         | Aimara          |
| ------- | --------------- | --------------- |
| jo      | ñoqa            | naya            |
| tu      | qam             | juma            |
| ell     | pay             | jupa            |
| ull     | nawi            | nalra           |
| pèl     | chukcha         | ñikuta          |
| dit     | ruk'ana         | luk'ana         |
| menjar  | mikuna          | manq’ayaña      |
| beure   | ukyay, ukyana   | umaña           |
| estimar | munayi, waylluy | munaña, amawaña |

## Parentiu
S'ha teoritzat que les llengües quítxues i aimares pertanyerien a un grup major anomenat andí per similituds a nivell dels trets tipològics. Aquest al seu torn formaria part de la controvertida macrofamília de les llengües ameríndies.

## Llistes Swadesh
Llista Swadesh (100 paraules) de protoquítxua i protoaimara per Rodolfo Cerrón Palomino (2000):
| №    | GLOSSA      | PROTOQUÍTXUA      | PROTOAIMARA     |
| ---- | ----------- | ----------------- | --------------- |
| 1.   | jo          | ja-qa             | na-ja           |
| 2.   | tu          | qam               | huma            |
| 3.   | nosaltres   | ja-qa-nčik        | hiwa-sa         |
| 4.   | aquest      | kay               | aka             |
| 5.   | aquest      | čay               | uka             |
| 6.   | qui         | pi                | qači            |
| 7.   | què         | ima               | qu              |
| 8.   | no          | raja              | hani            |
| 9.   | tot(s)      | λapa              | taqi            |
| 10.  | molt(s)     | ačka              | aλuqa           |
| 11.  | un          | ŝuk               | maia            |
| 12.  | dos         | iŝkay             | paia            |
| 13.  | gran        | hatu(n)           | haĉ’a           |
| 14.  | llarg       | suni              | suni            |
| 15.  | petit       | učuk              | hisk’a          |
| 16.  | dona        | warmi             | marmi           |
| 17.  | home        | qari              | čača            |
| 18.  | persona     | runa              | haqi            |
| 19.  | peix        | čaλwa             | čǎλwa           |
| 20.  | ocell       | pisqu             | amač’i          |
| 21.  | gos         | aλqu              | anu(qa)         |
| 22.  | poll        | usa               | lap’a           |
| 23.  | arbre       | maλki             | quqa            |
| 24.  | llavor      | muhu              | atʰa            |
| 25.  | fulla       | rapra             | lapʰi           |
| 26.  | arrel       | sapʰi             | asu             |
| 27.  | escorça     | qara              | siλp’i          |
| 28.  | pell        | qara              | lip’iči         |
| 29.  | carn        | ayča              | hanči           |
| 30.  | sang        | yawar             | wila            |
| 31.  | os          | tuλu              | ĉ’aka           |
| 32.  | grassa      | wira              | lik’i           |
| 33.  | ou          | runtu / ruru      | k’awna          |
| 34.  | banya       | waqra             | waqra           |
| 35.  | cua         | ĉupa              | wič’inkʰa       |
| 36.  | ploma       | pʰuru             | pʰuyu           |
| 37.  | pèl         | aqča / čukča      | nik’uĉa         |
| 38.  | cap         | uma               | p’iqi           |
| 39.  | orella      | rinri             | hinču           |
| 40.  | ull(s)      | ñawi              | nawra           |
| 41.  | nas         | sinqa             | nasa            |
| 42.  | boca        | simi              | laka            |
| 43.  | dent(s)     | kiru              | laka ĉ’akʰa     |
| 44.  | llengua     | qaλu              | laqra           |
| 45.  | ungla       | ŝiλu              | šiλu            |
| 46.  | peu(s)      | ĉaki              | kayu            |
| 47.  | genoll(s)   | qunqur            | qhunquru        |
| 48.  | mà(s)       | maki              | empara          |
| 49.  | panxa       | paĉa / wiksa      | puĉa(ca)        |
| 50.  | coll        | kunka             | kunka           |
| 51.  | sins        | ñuñu              | ñuñu            |
| 52.  | cor         | ŝunqu             | čuyma           |
| 53.  | fetge       | k’ipĉa(n)         | k’ipĉa          |
| 54.  | beure       | upya-             | uma-            |
| 55.  | menjar      | mikʰu-            | manq’a- / palu- |
| 56.  | mossegar    | kani-             | aĉu-            |
| 57.  | veure       | rikʰu-            | uλa-            |
| 58.  | sentir      | uya-              | iša-            |
| 59.  | saber       | yaĉa-             | yaĉi-           |
| 60.  | dormir      | puñu-             | iki-            |
| 61.  | morir       | wañu-             | hiwa-           |
| 62.  | matar       | wañu-či-          | hiwa-ja-        |
| 63.  | nedar       | wayt’a-           | tuyu-           |
| 64.  | volar       | pʰaya-ri-         | hala-           |
| 65.  | caminar     | puri-             | sara- / wasa-   |
| 66.  | venir       | ŝa-mu-            | huta-           |
| 67.  | recolzar-se | anĉ’a-ra-         | haqu-ši-        |
| 68.  | asseure's   | taya-ku-          | uta-ĉ’a-        |
| 69.  | parar-se    | ŝaya-ri-          | saya-           |
| 70.  | donar       | qu-               | čura-           |
| 71.  | dir         | ñi-               | saya-           |
| 72.  | sol         | rupay             | lupi            |
| 73.  | lluna       | kiλa              | paqši           |
| 74.  | estrella    | quyλur            | wara(wara)      |
| 75.  | aigua       | yaku              | uma             |
| 76.  | pluja       | tamya / per a     | haλu            |
| 77.  | pedra       | rumi              | qala            |
| 78.  | sorra       | aqu               | č’aλa           |
| 79.  | sòl         | paĉa              | uraqi           |
| 80.  | núvol       | pʰuyu / pukutay   | qhinaya / urpi  |
| 81.  | fum         | q’usñi / quntay   | iwq’i           |
| 82.  | foc         | nina              | nina            |
| 83.  | cendra      | uĉpa              | qhiλa           |
| 84.  | cremar      | k’añay            | nak’a-          |
| 85.  | camí        | ñayani            | tʰaki           |
| 86.  | turó        | urqu              | quλu            |
| 87.  | vermell     | puka              | čupika          |
| 88.  | verda       | q’umir / ĉiqya(q) | č’uqña          |
| 89.  | groc        | q’iλu / qarwa     | tuyu            |
| 90.  | blanc       | yuraq             | anq’o           |
| 91.  | negre       | yana              | ĉ’iyara         |
| 92.  | nit         | tuta              | aruma           |
| 93.  | calenta     | q’unu             | hunĉ’o          |
| 94.  | fred        | čiri              | tʰaya           |
| 95.  | ple         | hunta             | pʰuqa           |
| 96.  | nou         | muŝuq             | mačaqa          |
| 97.  | bo          | aλi               | aski            |
| 98.  | rodó        | muyu              | muruqu          |
| 99.  | sec         | čaki              | waña            |
| 100. | nom         | suti              | suti            |